# 20360 Гольсепл
20360 Гольсепл (20360 Holsapple) — астероїд головного поясу, відкритий 1 травня 1998 року.
Тіссеранів параметр щодо Юпітера — 3,579.